# Alcoutim (freguesia)
Alcoutim era una freguesia portuguesa del municipio de Alcoutim, distrito de Faro.

## Historia
Fue suprimida el 28 de enero  de 2013, en aplicación de una resolución de la Asamblea de la República portuguesa promulgada el 16 de enero de 2013 al unirse con la freguesia de Pereiro, formando la nueva freguesia de Alcoutim e Pereiro.

## Patrimonio
- Barrera romana de Álamo.
- Fortaleza de Alcoutim o Castillo de Alcoutim.
- Villa romana de Montinho das Laranjeiras.
- Castillo Viejo de Alcoutim o Castro de Santa Bárbara.
- Ermita de Nuestra Señora de la Concepción (Alcoutim).